# Mišače
Mišače so naselje v Občini Radovljica, del krajevne skupnosti Srednja Dobrava.

## Geografija
Mišače so majhna vas na prodnati terasi med reko Savo in dolino Lipnice. Nadmorska višina vasi znaša 441 m. Najbližja železniška postaja je v Globokem, preko mostu čez Savo. Od nje se po približno petnajstih minutah hoje odpre pogled na mišaško polje in vas. Naselje je rahlo pomaknjeno v breg, kar priča o premišljeni rabi obdelovalnih površin. Središče vasi je križišče treh poti, kjer stoji zidana kapelica. Mišače so del krajevne skupnosti Srednja Dobrava in župnije Župnija Kamna Gorica, najbližja cerkev Povišanja Svetega križa na Srednji Dobravi je od Mišač oddaljena deset minut hoje. 

## Zgodovina
Urbar iz leta 1579 omenja na Mišačah sedem hub (kmetij v lasti zemljiškega gospoda). V franciscejskem katastru iz leta 1827 je popisanih šestnajst kmetij, katerih hišna imena so se vsa ohranila do danes. Ker gradnja zunaj obroča naselja ni bila dovoljena, se vas do danes ni veliko povečala. V letu 2015 je imelo naselje dvaindvajset stanovanjskih objektov.
Med drugo svetovno vojno, 5. decembra 1941, so Nemci vse vaščane izselili in jih zaprli v Škofove zavode v Šentvidu pri Ljubljani. Nekaj se jih je kmalu vrnilo, nekaj pa so jih poslali v delovno izgnanstvo v Nemčijo in so se vrnili šele na koncu vojne. 7. aprila 1943 je bila na Mišačah zaradi izdaje odkrita partizanska tiskarna na kmetiji pri Pogvajnu. V napadu nanjo je bil tehnik Viktor Jurkas ubit, kurirja Ivana Pogačnika pa je ranjeni sekretar Okrožnega komiteja KPS Jesenice Karel Preželj prosil, naj ga ustreli, da ne bi padel v roke gestapu. Kurirja so čez nekaj dni Nemci ustrelili v Begunjah, kakor tudi zajetega lastnika hiše Cirila Pečnika. Na Pogvajnovi domačiji spominska plošča priča o tem dogodku.
Med vojno je bilo med domačini osem žrtev: talec Ciril Pečnik, v izgnanstvu je umrla Bronislava Volk, padli so štirje partizani (Andrej Boštjančič, Martin Maver, Jakob in Franc Mohorič), dva (Ignaca in Marijo Ovsenik) pa je partizanska VOS likvidirala kot izdajalca.

## Turizem
Z Mišač se proti severu odpira razgled na Karavanke in Kamniške Alpe od Kepe do Krvavca. Pohodne poti vodijo čez Vreče na razgledišče Ojstra peč, kjer je razgled na dolino reke Save. Proti zahodu je mogoče pešpot nadaljevati proti Fuksovi brvi ali proti Pustemu gradu. Skozi vas poteka tudi označena kolesarska pot.